# Lordhowea nesiota
Lordhowea nesiota là một loài nhện trong họ Cyatholipidae. Chúng là loài duy nhất trong chi Lordhowea.